# Uraecium leonense
Uraecium leonense är en svampart som beskrevs av Cummins 1960. Uraecium leonense ingår i släktet Uraecium, ordningen Pucciniales, klassen Pucciniomycetes, divisionen basidiesvampar och riket svampar.   Inga underarter finns listade i Catalogue of Life.